# Jochem Swartenhondt
Jochem Hendrickszoon Swartenhondt (Amsterdam, 1566 – Amsterdam, 5 giugno 1627) è stato un ammiraglio olandese, particolarmente distintosi contro gli spagnoli sia come soldato dell'esercito che come comandante navale nel corso della Guerra degli ottant'anni.

## Biografia

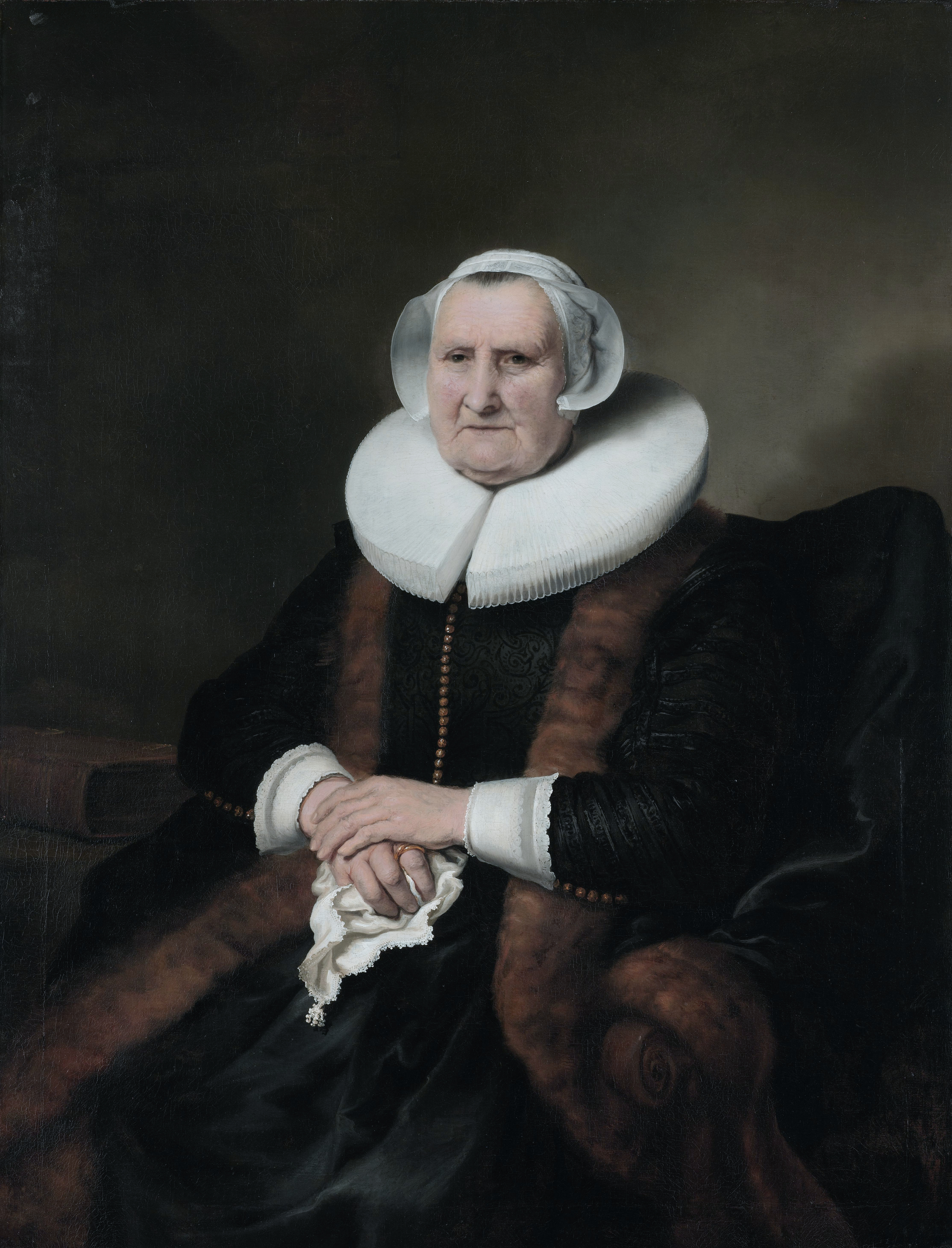
Ritratto di Elisabeth Bas, opera del pittore Ferdinand Bol.

Nacque ad Amsterdam nel 1566, con il cognome Hendrik o Heyndricxz. Rimasto orfano all'età di undici anni, assunse il suo cognome "Swartenhondt" che derivava da una casa con lo stesso nome sita nel quartiere di Zeedijk, ad Amsterdam, dove si dice sia nato. Arruolatosi nella marina mercantile iniziò a navigare come mozzo di cabina nel 1577, all'età di undici anni, sulla nave mercantile Geelmuyden (capitano Jan Kalcker) Si arruolò nell'esercito navigando al largo di Dunkerque (che era bloccata dalla Marina olandese come porto di partenza dei corsari), su una nave, al comando dello scheepskapitein Gerrit Krijnen, dove fu catturato da una nave corsara inglese, sbarcando poi in Inghilterra, visitando Bristol, Londra e Portsmouth.
Nel 1587, mentre navigava come marinaio su una nave mercantile in rotta verso Sanlúcar, fu catturato dagli spagnoli e per qualche tempo fu un galeotto a bordo di una galea, la Santo Luzon. A causa della carenza di equipaggi gli spagnoli lo reclutarono come artigliere, impiegato nella fortezza di San Lucar, e dopo un attacco di Francis Drake contro i porti dove si stava allestendo l'Invincibile Armada, che avrebbe dovuto attaccare l'Inghilterra nel 1588, riuscì a fuggire e ritornò in nave a Medemblik dove fece rapporto all'Ammiragliato della Zelanda sui preparativi di invasione e sul riarmo navale spagnolo. Assunto dall'Ammiragliato, per un certo periodo navigò sotto il comando dell'ammiraglio Maarten Zegerz che doveva bloccare gli spagnoli del duca di Parma nei porti delle Fiandre. Nel 1588 si arruolò nell'esercito del principe Maurizio d'Orange, venendo promosso sottufficiale nel 1592 e si distinse per coraggio in combattimento. Nel 1591, in forza alle truppe del capitano Jonker Van den Ende, si distingue durante una imboscata alle truppe spagnole a Enschede, che portò all'uccisione di 160 soldati nemici.
Nel 1595 firmò un contratto di assunzione con l'Ammiragliato di Amsterdam come timoniere. Nel 1596 fu promosso tenente comandante come ricompensa per il fatto che nel golfo di Biscaglia da solo, anche se involontariamente, salì a bordo di una piccola nave corsara spagnola, assumendone il timone.  Mentre la sua nave andava alla deriva il capitano spagnolo, minacciato da lui che aveva una statura imponente, si arrese forzatamente.
Nel 1597 divenne capitano e partecipò al blocco navale di Dunkerque e nelle operazioni al largo di Calais, e poi ritornò brevemente in servizio nell'esercito prendendo parte all'assedio di 's-Hertogenbosch. Nel 1599 fu assegnato alla spedizione navale del viceammiraglio Pieter van der Does contro le isole Canarie. Sulle navi scoppiò una epidemia, e mentre era sulla via del ritorno la sua nave, la Gulden Arend, fu attaccata da cinque navi corsare di Dunkerque, ed egli riuscì a respingere l'attacco con difficoltà nonostante un equipaggio indebolito. Nel 1602, al comando della Gulden Leeuw partecipò ad una spedizione al largo delle coste spagnole e portoghesi sotto il comando del vice ammiraglio Jacob van Wassenaer-Duivenvoorde, che catturò sei navi della flotta spagnola dello zucchero.
Tra il 1603 e il 1604 fu vicecomandante della spedizione condotta dell'ammiraglio Paulus van Caerden che toccò il Portogallo, le isole Canarie, l'isola di Sant'Elena, le acque del Brasile e delle Antille nei Caraibi, conquistando un ricco bottino. Dopo il suo ritorno in Patria, nel 1605 fu posto in congedo a causa dei tagli nel bilancio e dato che gli organici erano al completo.
Nel 1606 acquistò la locanda Prins van Oranje ad Amsterdam, la ribattezzò De Swarten Hondt e iniziò a lavorarci come oste con la sua seconda moglie, Elisabeth Bas.  L'attività ebbe molto successo e il locale fu frequentato dai reggenti e dai membri della nobiltà, tra cui il principe Federico Enrico, tanto che egli fu nominato Brandmeester di Amsterdam.
Dopo che il viceammiraglio Cornelis Claesz iniziò a lavorare per l'Ammiragliato di Rotterdam, quello di Amsterdam rimase di nuovo senza viceammiraglio. Egli accettò la nomina a vice ammiraglio straordinario, cioè senza compenso, purché non esercitasse effettivamente un comando. Infatti, a causa della tregua dei dodici anni, non andò per mare.
Il 6 novembre 1620, dopo essere rimasto a terra per quindici anni, fu inviato di nuovo in mare, al comando della Amsterdam, in seno alla flotta al comando dell'ammiraglio Willem de Zoete contro i Corsari barbareschi. La flotta ritornò nel Paesi Bassi nel settembre 1621, ed egli fu promosso tenente-ammiraglio straordinario nel gennaio 1622, ritornando in mare con un convoglio nel Mediterraneo, navigando con il capitano Jacob van Steenbach. La sua nave di bandiera era la Zeelandia (40 cannoni), e poiché la tregua era finita, questa volta gli spagnoli erano da considerarsi nemici. Il 16 ottobre 1622 il suo convoglio di 64 navi mercantili cadde in un'imboscata condotta da parte di venti navi spagnole, da cui scaturì la battaglia dello stretto di Gibilterra. Con un brillante comportamento riuscì a respingere l'attacco spagnolo con solo quattro navi da guerra, supportate dal capitano Jasper Liefhebber e dal viceammiraglio Laurens Alteras.
Quando ritornò in Patria il principe Maurizio d'Orange lo accolse e lo celebrò come un eroe, ricompensandolo con una catena d'oro, ma lui diede addio al servizio attivo poco tempo dopo. Rifiutò un'offerta sia dalla Danimarca che dalla Svezia per arruolarsi come ammiraglio. Nel 1625 gli venne chiesto ancora di ritornare per mare, navigando nel Mare del Nord come viceammiraglio, ma la sua richiesta di essere pagato una cifra fissa e di avere uno stipendio di trecento fiorini al mese, come un tenente ammiraglio, venne considerata insormontabile.
Il pittore Nicolaes Eliaszoon Pickenoy, che ritrasse anche la figlia Maria, lo dipinse nel 1627 in uniforme con la sua decorazione militare. Nello stesso anno morì il 5 giugno e fu sepolto, senza interesse pubblico, per otto fiorini nella Oude Kerk di Amsterdam.

### Annotazioni
1. ↑  Figlia di Jacob Jansz. Bas (morto nel 1595), commerciante di forniture navali, e Engeltje Lubbersdr (morta nel 1582), la signorina Elisabeth Bas (Kampen 1571-Amsterdam 2 agosto 1649) sposò Jochem Swartenhont ad Amsterdam il 15 giugno 1596. A parte 3 figli che morirono in giovane età, da questo matrimonio nacquero 2 figlie.

### Fonti
1. ↑  Daane 1836, p. 7.
2. 1 2 3 4 5 6 7  Huygens.
3. 1 2 3 4 5 6 7 8  Marceltettero.
4. 1 2 3 4 5  Nieuw Nederlandsch Biografisch Woordenboek (NNBW).
5. ↑  Daane 1836, p. 9.
6. 1 2  Daane 1836, p. 12.
7. ↑  Daane 1836, p. 13.
8. ↑  Daane 1836, p. 14.
9. ↑  Daane 1836, p. 15.
10. 1 2  Daane 1836, p. 16.
11. ↑  Daane 1836, p. 17.
12. ↑  Daane 1836, p. 19.
13. ↑  Daane 1836, p. 30.
14. 1 2  Daane 1836, p. 27.
15. ↑  Daane 1836, p. 32.
16. ↑  Daane 1836, p. 42.
17. ↑  Donato 1996, p. 482.
18. ↑  Bruijn 2017, p. 37.
19. ↑  Daane 1836, p. 48.
20. ↑  Bander 2017, p. 48.
21. 1 2  Daane 1836, p. 51.
22. ↑  Daane 1836, p. 55.
23. ↑  de Jonge 1858, p. 235.
24. ↑  Daane 1836, p. 64.
25. ↑  Daane 1836, p. 65.